# Gifu Swoops
Il Gifu Swoops (岐阜スゥープス) è una società cestistica avente sede a Gifu, in Giappone. Fondata nel 2003, gioca in B.League.

## Storia
Il Gifu Swoops è una squadra di pallacanestro giapponese fondata a Gifu nel 2003. Attualmente gioca in B3 League, la terza serie del campionato giapponese di pallacanestro.